# Pełnomocnik Rządu do Spraw Wprowadzenia Powszechnego Ubezpieczenia Zdrowotnego
Pełnomocnik Rządu do Spraw Wprowadzenia Powszechnego Ubezpieczenia Zdrowotnego – jednostka organizacyjna Ministerstwa Zdrowia i Opieki Społecznej istniejąca w latach 1997–2001, powołana w celu przygotowania regulacji  prawnych i zasad organizacyjnych związanych z systemem powszechnego ubezpieczenia zdrowotnego.

## Powołania Pełnomocnika
Na podstawie rozporządzenia Rady Ministrów z 1997 r. w sprawie ustanowienia Pełnomocnika Rządu do Spraw Wprowadzenia Powszechnego Ubezpieczenia Zdrowotnego ustanowiono Pełnomocnika. Powołanie Pełnomocnika pozostawało w ścisłym związku z ustawą z 1997 r. o powszechnym ubezpieczeniu zdrowotnym oraz z ustawą z 1996 r. o organizacji i trybie pracy Rady Ministrów oraz o zakresie działania ministrów.   
Funkcję Pełnomocnika pełnił podsekretarz stanu Ministerstwa Zdrowia i Opieki Społecznej, a nadzór nad działalnością Pełnomocnika sprawował Prezes Rady Ministrów.

## Zadania Pełnomocnika
Do zadań Pełnomocnika należało:
- przygotowanie preliminarza wydatków oraz harmonogramu działań podejmowanych w celu realizacji przepisów ustawy z 1997 r. o powszechnym ubezpieczeniu zdrowotnym,
- dysponowanie środkami przeznaczonymi na wprowadzenie ubezpieczenia zdrowotnego,
- inicjowanie i koordynowanie prac związanych z przygotowaniem projektów aktów wykonawczych do ustawy,
- realizacja zadań określonych w ustawie dla organów Krajowego Związku Kas, organów regionalnych kas ubezpieczenia zdrowotnego oraz organów rejonowych oddziałów regionalnych kas ubezpieczenia zdrowotnego - do czasu ich utworzenia,
- koordynowanie pomocy zagranicznej na rzecz wprowadzenia i rozwoju systemu powszechnego ubezpieczenia zdrowotnego,
- analizowanie i ocenianie rozwiązań prawnych, organizacyjnych i ekonomicznych z dziedziny ubezpieczenia zdrowotnego,
- upowszechnianie problematyki ubezpieczeń zdrowotnych,
- podejmowanie innych działań niezbędnych do sprawnego funkcjonowania ubezpieczenia zdrowotnego.

Organy administracji rządowej zobowiązane były do współdziałania i udzielania pomocy Pełnomocnikowi w realizacji jego zadań, w szczególności przez udostępnienie mu niezbędnych informacji.

## Obowiązki Pełnomocnika
Pełnomocnik przedstawiał Radzie Ministrów:
- analizy, oceny i wnioski związane z zakresem jego działania,
- coroczne informacje o swojej pracy.

Pełnomocnik informował Prezesa Rady Ministrów o wszystkich zagrożeniach realizacji zadań.  
Pełnomocnik mógł zlecać przeprowadzenie ekspertyz w określonym przedmiocie, związanym z jego zadaniami.
Obsługę merytoryczną, organizacyjno-prawną, techniczną i kancelaryjno-biurową zapewniało Pełnomocnikowi Ministerstwo Zdrowia i Opieki Społecznej.

## Zniesienie urzędu Pełnomocnika
Na podstawie rozporządzenia Rady Ministrów z  2001 r. w sprawie zniesienia niektórych pełnomocników Rządu zlikwidowano urząd Pełnomocnika.